# Coursetia hintonii
Coursetia hintonii är en ärtväxtart som beskrevs av Velva Elaine Rudd. Coursetia hintonii ingår i släktet Coursetia, och familjen ärtväxter. Inga underarter finns listade i Catalogue of Life.